# Constantin Dima
Constantin Dima, né le 21 juillet 1999 à Bucarest en Roumanie, est un footballeur roumain qui évolue au poste de défenseur central à l'UTA Arad.

## Biographie

### Débuts professionnels
Né à Bucarest en Roumanie, Constantin Dima est formé par l'un des clubs de la capitale, le Dinamo Bucarest. Il ne joue toutefois aucun match avec l'équipe première, et se voit prêté au CS Sportul Snagov (en) en 2016-2017, puis au Sepsi Sfântu Gheorghe en 2017-2018.

### Astra Giurgiu
Constantin Dima signe à l'Astra Giurgiu le 13 janvier 2019. Il joue son premier match sous ses nouvelles couleurs le 15 avril 2019, lors d'une rencontre de championnat face à son ancien club, le Sepsi Sfântu Gheorghe. Il est titularisé au poste d'arrière gauche ce jour-là, et son équipe s'impose par un but à zéro.

### Desna Tchernihiv
Constantin Dima rejoint le Desna Tchernihiv en janvier 2021, devenant ainsi le premier joueur roumain à porter les couleurs du club,.

### En sélection nationale
Avec les moins de 16 ans, il inscrit un but lors d'un match amical contre la Russie, en août 2014.
Avec les moins de 19 ans, il délivre une passe décisive contre la Serbie en mars 2018, lors des éliminatoires du championnat d'Europe 2018. Il officie également comme capitaine lors d'une rencontre amicale face à l'Irlande.
Le 10 septembre 2019, Constantin Dima fête sa première sélection avec l'équipe de Roumanie espoirs face au Danemark. Il est titularisé puis remplacé par Andrei Chindriș, et les Roumains s'inclinent sur le score de deux buts à un.

## Palmarès
Astra Giurgiu
- Coupe de Roumanie (1) :
  - Finaliste : 2018-19.